# لوکبا (اکلاهما)
لوکبا(به انگلیسی: Lookeba) شهری در ایالت اکلاهما کشور ایالات متحده آمریکا است که جمعیت آن در سرشماری سال ۲۰۱۰ میلادی، ۱۶۶ نفر بوده‌است.